# Afao
Afao est un village des Samoa américaines situé au sud de Tutuila. Le village se trouve au sud de Pago Pago. En 2000, Afao comptait 188 habitants.